# Підручний Гадсакера
«Підручний Гадсакера» (англ. The Hudsucker Proxy) — американський фільм братів Коен 1994 року.

## Сюжет
Безробітний хлопчина з провінції опиняється в Нью-Йорку в пошуках роботи. Завдяки щасливому збігу обставин, його зараховують у число клерків однієї з найбільших компаній. Керівник компанії в один момент вирішує покінчити зі своїм життям і гарно випасти з 44 поверху. І так як заповіту він не залишив, то довелося б продати акції компанії з молотка. Тому керівництво компанії вирішує посадити на місце керівника якогось дурника, щоб погіршити справи компанії та уникнути продажу акцій. У результаті чиновницьких інтриг хлопець із провінції виявляється головою компанії, і цей поворот долі різко змінює його життя. Але ідеї нового глави не тільки не розоряють компанію, а, навпаки, роблять її успішною, як ніколи. Але слава і гроші, про які колись мріяв герой, можуть не тільки возвеличити, але і порядком зіпсувати йому життя.

## У ролях
| Актор                | Роль                        |
| -------------------- | --------------------------- |
| Тім Роббінс          | Норвілл Барнс               |
| Дженніфер Джейсон Лі | Емі Арчер                   |
| Пол Ньюман           | Сідні Дж. Массбургер        |
| Чарльз Дернінг       | Ворінг Гадсакер             |
| Джон Махоні          | шеф                         |
| Джим Тру-Фрост       | Базз                        |
| Білл Коббс           | Мосес                       |
| Брюс Кемпбелл        | Смітті                      |
| Гаррі Бьюджин        | Алоізіус                    |
| Джон Сайц            | Бенні                       |
| Джо Гріфазі          | Лу                          |
| Рой Броксміт         | Член Ради Директорів        |
| Джон Вайлі           | Член Ради Директорів        |
| І.М. Хобсон          | Член Ради Директорів        |
| Гарі Аллен           | Член Ради Директорів        |
| Джон Скенлен         | Член Ради Директорів        |
| Річард Вуд           | Член Ради Директорів        |
| Джером Демпсі        | Член Ради Директорів        |
| Пітер МакФерсон      | Член Ради Директорів        |
| Девід Бірд           | доктор Х'юго Бронфенбреннер |
| Крістофер Дарга      | розпорядник пошти           |
| Патрік Креншо        | старий сортувальник         |
| Роберт Вейл          | Бос поштової служби         |
| Мері Лу Розато       | секретар Массбургера        |
| Ернест Саррасіно     | кравець Луїджі              |
| Елеанор Глокнер      | місіс Массбургер            |
| Кетлін Перкінс       | місіс Брейтвайт             |
| Джозеф Маркус        | Сірс Брейтвайт з Буллард    |
| Пітер Галлахер       | Вік Тенетта                 |
| Ноубл Віллінгем      | Зебулон Кардоза             |
| Барбара Енн Граймс   | місіс Кардоза               |
| Том Ноубл            | Торстенсон Фінландсон       |
| Стів Бушемі          | бармен                      |
| Вільям Дафф-Гріффін  | вчений у кінохроніці        |
| Анна Ніколь Сміт     | За-За                       |
| Памела Еверетт       | танцівниця                  |
| Артур Бріджерс       | малюк з Хула-Хуп            |
| Сем Реймі            | учасник мозкового штурму    |
| Джон Камерон         | учасник мозкового штурму    |
| Скіппер Дюк          | містер Грієр                |
| Джей Кепнер          | містер Левін                |
| Джон Політо          | містер Бумстед              |

| Актор               | Роль                          |
| ------------------- | ----------------------------- |
| Річард Вайтінг      | складальник головоломок       |
| Лінда МакКой        | офіціантка кафе               |
| Стен Адамс          | конферансьє                   |
| Джон Гудман         | диктор у кінохроніці          |
| Джоанн Панкоу       | секретар у кінохроніці        |
| Маріо Тодіско       | охоронець Норвілла            |
| Колін Фікс          | газетяр                       |
| Дік Сассо           | п'яний                        |
| Джессі Брюер        | крикун у поштовому відділенні |
| Філіп Лоч           | крикун у поштовому відділенні |
| Стен Ліхтенштейн    | крикун у поштовому відділенні |
| Тодд Елкотт         | крикун у поштовому відділенні |
| Ейс О'Коннелл       | крикун у поштовому відділенні |
| Річард Шифф         | крикун у поштовому відділенні |
| Френк Джеффріс      | крикун у поштовому відділенні |
| Лу Кріскуоло        | крикун у поштовому відділенні |
| Майкл Ерл Рейд      | крикун у поштовому відділенні |
| Майк Старр          | репортер відділу новин        |
| Дейв Хагар          | репортер відділу новин        |
| Віллі Реале         | репортер відділу новин        |
| Гарві Мейер         | репортер відділу новин        |
| Том Тонер           | репортер відділу новин        |
| Девід Фоусет        | репортер відділу новин        |
| Джефф Стілл         | кореспондент кінохроніки      |
| Девід Гулд          | кореспондент кінохроніки      |
| Джіл Пірсон         | кореспондент кінохроніки      |
| Марк Гарбер         | кореспондент кінохроніки      |
| Девід Мессі         | кореспондент кінохроніки      |
| Марк Джеффрі Міллер | кореспондент кінохроніки      |
| Пітер Сірагуса      | кореспондент кінохроніки      |
| Нельсон Джордж      | кореспондент кінохроніки      |
| Майкл Хуліхан       | кореспондент кінохроніки      |
| Ед Ліллард          | кореспондент кінохроніки      |
| Вантленд Сандел     | святкуючий новий рік          |
| Джеймс Дютер        | святкуючий новий рік          |
| Родерік Піплз       | святкуючий новий рік          |
| Сінтія Бейкер       | святкуючий новий рік          |
| Катрін Бейлі        | масажистка                    |
| Брайан Кейт ДеБос   | днювальний                    |
| Стів Хед            | охоронець                     |
| Джек Руні           | людина біля вітрини           |
| Кейт Шрайдер        | бізнесмен                     |